# Новочагирська копальня
Новочагирська копальня (рос. Ново-Чагырский рудник) — штучна печера на Алтаї, Алтайський край, Росія.  Загальна протяжність — 350 м. Глибина печери — 110 м, амплітуда висот — 110 м; загальна площа — N/A м²; об'єм — N/A м³.  Печера відноситься до Західноалтайської області Алтайської провінції Алтай-Саянської спелеологічної країни. Кадастровий номер 5126/8309-1.